# إيجيبو أودي
إيجيبو أودي (بالإنجليزية: Ijebu Ode)‏ هي مدينة وإحدى المناطق الحكومية في جنوب غرب نيجيريا. تبعد المدينة 110 كم عن العاصمة الاقتصادية لاغوس. عدد السكان فيها 222,653 حسب عام 2007. وهي ثاني أكبر في ولاية أوغون بعد أبيوكوتا.
في فترة ما قبل الاستعمار كانت هي عاصمة مملكة إيجيبو.

## أعلام
- جينجر جونسون